# Лукино (Волоколамский район)
Лукино — деревня в Волоколамском районе Московской области России в составе сельского поселения Осташёвское. Население — 9 чел. (2010).

## География
Деревня Лукино расположена на западе Московской области, в южной части Волоколамского района, примерно в 13 км к югу от города Волоколамска, на правом берегу реки Демшенко бассейна Рузы, около автодороги Р108 Суворово — Руза. В деревне 3 улицы — Лукинская, Новая и Строительная. Ближайшие населённые пункты — село Осташёво и деревня Становище.

## Население
| 1852 | 1859 | 1926 | 2002 | 2006 | 2010 |
| ---- | ---- | ---- | ---- | ---- | ---- |
| 147  | ↘139 | ↗190 | ↘6   | ↘1   | ↗9   |

## История
В «Списке населённых мест» 1862 года Лукино — владельческая деревня 2-го стана Можайского уезда Московской губернии по правую сторону Волоколамского тракта из города Можайска, в 40 верстах от уездного города, при реке Рузе, с 19 дворами и 139 жителями (71 мужчина, 68 женщин).
По данным 1890 года входила в состав Осташёвской волости Можайского уезда, число душ мужского пола составляло 72 человека.
В 1913 году — 32 двора, 2 усадьбы, казённая винная лавка.
1917—1929 гг. — деревня Осташёвской волости Волоколамского уезда.
По материалам Всесоюзной переписи 1926 года — центр Лукинского сельсовета Осташёвской волости Волоколамского уезда, проживало 190 жителей (75 мужчин, 115 женщин), насчитывалось 38 хозяйств, среди которых 37 крестьянских.
С 1929 года — населённый пункт в составе Волоколамского района Московского округа Московской области. Постановлением ЦИК и СНК от 23 июля 1930 года округа как административно-территориальные единицы были ликвидированы.
1929—1939 гг. — деревня Волоколамского района.
1939—1957 гг. — деревня Осташёвского района.
1957—1963 гг. — деревня Волоколамского района.
1963—1965 гг. — деревня Волоколамского укрупнённого сельского района.
1965—1994 гг. — деревня Волоколамского района.
1994—2006 гг. — деревня Осташёвского сельского округа Волоколамского района.
С 2006 года — деревня сельского поселения Осташёвское Волоколамского муниципального района Московской области.